# 아웅 산
아웅 산(버마어: အောင်ဆန်း, 1915년 2월 13일 ~ 1947년 7월 19일)은 버마의 독립운동가이자 정치인, 군인이다. 아웅산은 미얀마 군대의 설립자로, 현대의 미얀마의 국부로 여겨진다. 아웅산은 영국의 지배에 있던 버마의 독립을 이루어냈지만, 목적을 이루기 6개월 전 암살당하였다. 또한, 그는 아웅산수찌의 아버지이다.

## 생애

### 버마 독립 전
아웅산의 가문은 영국이 버마를 합병한 1886년 이후 반영 저항운동을 주도함으로써 명성이 높았다. 아웅산은 랑군 대학교(현 양곤 대학교)에 재학하는 동안 학생회 서기로 활동했고 1936년 2월 우 누와 함께 동맹휴학을 이끌었다. 1937년 버마가 인도에서 분리되고 이듬해 대학을 졸업한 뒤, 민족주의 조직인 우리버마인연합에서 일하다가 1939년 이 조직의 총서기가 되었다. 아웅산은 일본에서 군사 훈련을 받은 '30인의 동지'의 한 사람으로, 1942년 일본군과 함께 버마로 돌아왔으나, 영국보다 잔인한 방법으로 통치하는 일본에 대항하기 위해 30인의 동지와 함께 반파시스트 인민해방연맹(AFPFL)을 결성, 일본에 대한 저항운동을 시작했다. 일본군이 버마에서 철수하고 영국이 버마를 다시 장악하자, 아웅산은 영국 런던으로 건너가 영국 정부와 담판을 벌여 독립을 이끌어냈다.

### 버마 독립 후

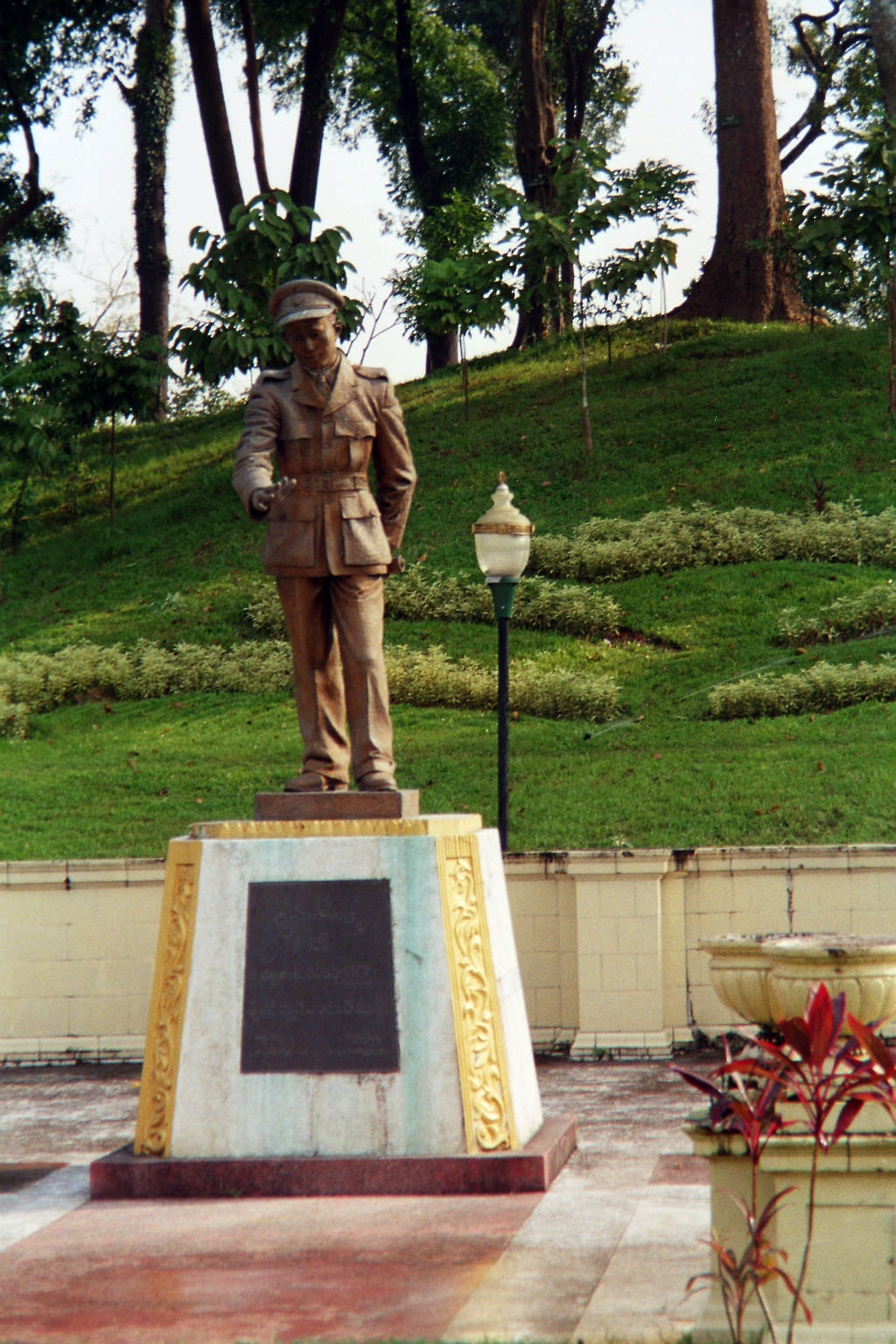
아웅산 동상

그가 이끄는 단체 AFPFL은 1947년 4월 선거에서 큰 승리를 거두었지만, 그 해 7월 19일 내각요원과 함께 회의 중 암살당하여, 아웅산 대신 우 누가 버마의 초대 총리에 취임하게 되었다.
아웅산은 사실상 총리의 역할을 수행했지만 입법거부권을 가진 영국인 총독 밑에 종속되어 있었다. 런던에서 클레멘트 애틀리 총리와 회동한 아웅산은 1947년 1월 27일, 1년 이내에 버마의 독립이 가능하다는 내용의 협정서를 발표했다. 1947년 4월의 제헌의회선거에서 그가 이끄는 AFPFL은 총 202석 가운데 196석을 얻었다. 공산주의자들에 의해 '영국 제국주의의 앞잡이'라는 비난을 받았지만 영국연방에서 벗어난 독립결의안을 지지했다. 같은 해 7월 19일 아웅산 총리와 그의 동생이 포함된 6명의 각료들은 행정참사회 회의가 진행되던 랑군의 회의실에서 신원불명의 인물에게 암살되었다.
그 뒤 이 암살과 관련되었다는 이유로 전쟁기간 동안 우간다에 억류되어 있던 아웅산의 정적 우 사우가 처형되었다.

## 같이 보기
- 아웅산수찌
- 우 누
- 아웅산 묘역 폭탄테러사건

## 참고 자료
- 이 문서에는 다음커뮤니케이션(현 카카오)에서 GFDL 또는 CC-SA 라이선스로 배포한 글로벌 세계대백과사전의 내용을 기초로 작성된 글이 포함되어 있습니다.